# Gottfried Stralen
Gottfried Stralen (auch Strahlen, * um 1500 in Straelen im Herzogtum Geldern; † 1. Februar 1535 in Brühl bei Köln) war ein Prediger der Reformationszeit.
Stralen wird den Wassenberger Prädikanten zugerechnet. Er studierte in Marburg. Auf die Bitte des Predigers Bernd Rothmann wurde er von dort vom hessischen Landgrafen Philipp gemeinsam mit Peter Wertheim nach Münster gesandt, wo er Prediger an der Überwasserkirche wurde. Am 16. August 1532 war er Mitunterzeichner eines Entwurfs zur Reform des Abendmahls. Auch die Ablehnung der Kindstaufe unterstützte er und ließ sich als Erwachsener taufen, was als Wiedertaufe angesehen wurde. Er trat als Mitherausgeber der Bekentnisse von beyden Sacramenten auf. Als im Oktober 1534 Sendboten zur Unterstützung Münsters in alle Richtungen ausgesandt wurden, begab er sich zusammen mit Johann Klopreis und vier anderen Predigern nach Warendorf um in der Stadt zu missionieren. Tatsächlich begeisterten sich die Warendorfer für die Täuferbewegung. Das aber rief Bischof Franz von Waldeck auf den Plan, der ausrückte, um Warendorf zu unterwerfen. Stralen und sein Freund Klopreis wurden gefangen genommen und dem Erzbischof von Köln überstellt. Beide wurden zum Tode verurteilt und starben am 1. Februar 1535 in Brühl auf dem Scheiterhaufen.